# Somerset Light Infantry
Le Somerset Light Infantry (Prince Albert's) est un régiment d'infanterie de la British Army (armée de terre britannique), qui combattit au cours de nombreux conflits dont les deux guerres mondiales. Créé en 1685 il est dissous en 1959. Il doit son nom au fait que sa garnison est originaire du comté de Somerset.

## Différentes dénominations
- 1685 : Earl of Huntingdon's Regiment of Foot
- 1688 : Hastings's Regiment of Foot
- 1695 : Jacob's Regiment of Foot
- 1702 : Earl of Barrymore's Regiment of Foot
- 1715 : Cotton's Regiment of Foot
- 1725 : Kerr's Regiment of Foot
- 1732 : Middleton's Regiment of Foot
- 1739 : Pulteney's Regiment of Foot
- 1751 : 13th Regiment of Foot
- 1782 : 13th (1st Somersetshire) Regiment of Foot
- 1822 : 13th (1st Somersetshire) Regiment (Light Infantry)
- 1842 : 13th (1st Somersetshire) (Prince Albert's Light Infantry) Regiment of Foot
- 1881 : Prince Albert's Light Infantry (Somersetshire Regiment)
- 1882 : Prince Albert’s (Somersetshire Light Infantry)
- 1912 : Prince Albert's (Somerset Light Infantry)
- 1921 : Somerset Light Infantry (Prince Albert's)